# Нитрат тетрамминзолота(III)
Нитрат тетрамминзолота(III) — неорганическое соединение, 
комплексная соль металла золота и азотной кислоты с формулой [Au(NH3)4](NO3)3,
бесцветные кристаллы.

## Получение
- Обработка аммиаком раствора смеси тетрахлороаурата(III) водорода и нитрата аммония:

{\displaystyle {\mathsf {H[AuCl_{4}]+3NH_{4}NO_{3}+5NH_{3}\ {\xrightarrow {0^{o}C}}\ [Au(NH_{3})_{4}](NO_{3})_{3}+4NH_{4}Cl}}}

## Физические свойства
Нитрат тетрамминзолота(III) образует бесцветные кристаллы.